# Anchorena (ort)
Anchorena är en ort i Argentina.   Den ligger i provinsen San Luis, i den centrala delen av landet, 600 kilometer väster om huvudstaden Buenos Aires. Anchorena ligger 321 meter över havet och antalet invånare är 631.
Terrängen runt Anchorena är mycket platt. Trakten runt Anchorena är nära nog obefolkad, med mindre än två invånare per kvadratkilometer.. Närmaste större samhälle är Arizona, 10,9 kilometer sydost om Anchorena.
Omgivningarna runt Anchorena är i huvudsak ett öppet busklandskap.